# 災害ボランティア

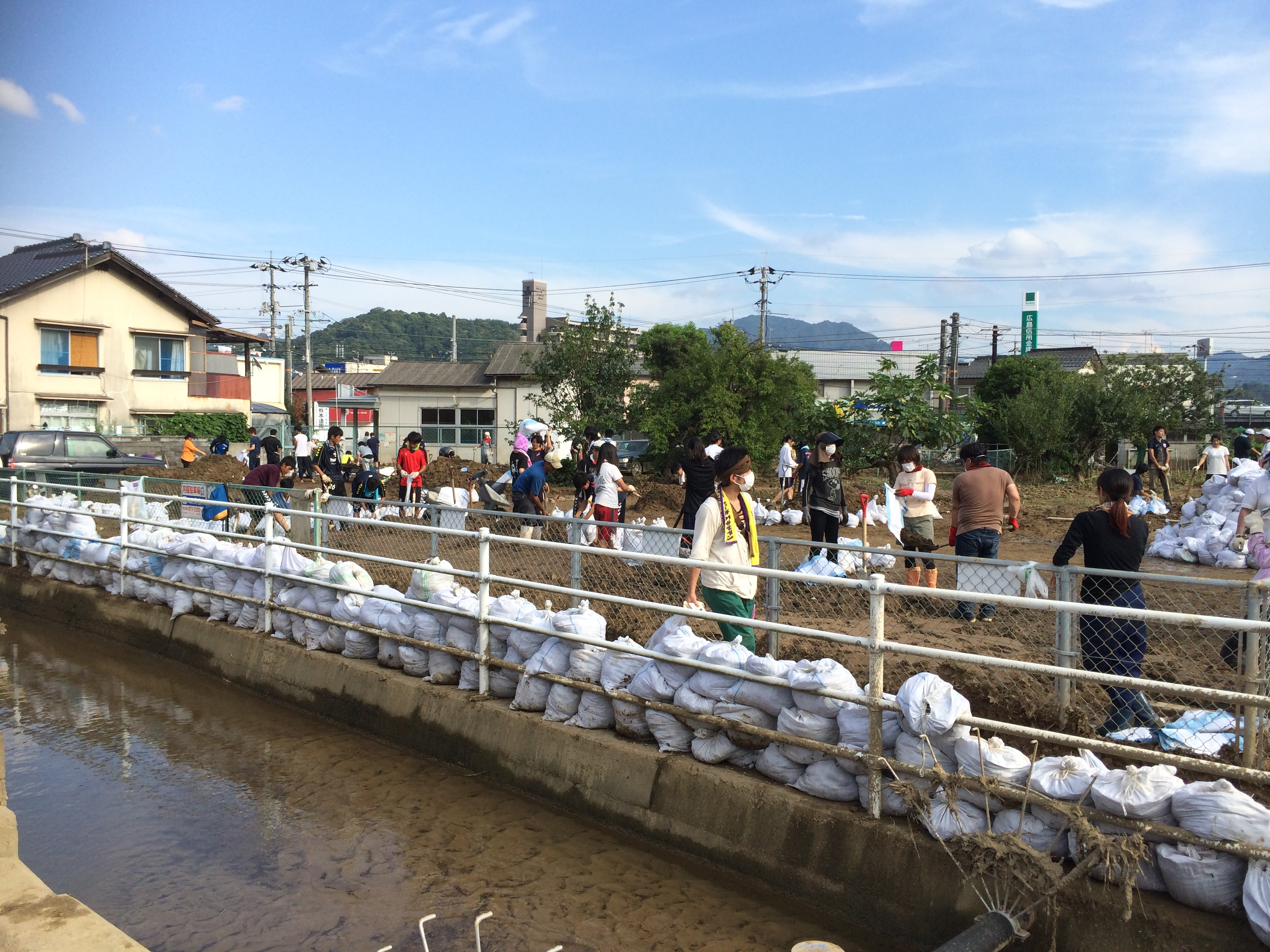
災害現場でのボランティアの原状回復作業

災害ボランティア（さいがいボランティア）とは、主として地震や水害、 火山噴火などの災害発生時および発生後に、被災地において復旧活動や復興活動を行うボランティアを指す。

## 日本における災害ボランティア
古くは、1923年（大正12年）9月1日の関東大震災において、当時の東京帝国大学の学生が、上野公園などで被災者の救援にあたった記録がある。この際、上野公園内に、帝大生達が被災者のために仮設トイレを建設しようとした時、公園管理者との間で押し問答になり、帝大生の「ならば上野公園は糞の山になるがそれでも構わないのか」との言葉が殺し文句となり、仮設トイレが許可されたと言う。またそれを見た被災者は、「帝大生が厠を作るんだから自分達も頑張らないと」と奮起したとされる。
また1948年（昭和23年）6月28日の福井地震では、東京学生同盟や、京都府、島根県の青年団が駆けつけ、地震で破壊された堤防を修復し、被災者への食料配給などを行ったほか、YMCAが授乳所を運営、永平寺の雲水（修行僧）が、青空学級を開講した等の記録がある。
近年では、1990年（平成2年）から1995年（平成7年）にかけての雲仙噴火災害に災害ボランティアが活躍したほか、阪神・淡路大震災直前の1993年（平成5年）7月の北海道南西沖地震において、救援物資の搬入、仕分けなどに延べ9,000人のボランティアが活躍した。（防災白書から）

## 阪神・淡路大震災の災害ボランティア
1995年（平成7年）1月17日に発生した阪神・淡路大震災では、延べ137万7,300人のボランティアが全国から駆けつけ「ボランティア元年」と言う言葉を生み、同年7月には政府の「防災基本計画」が改訂され、「防災ボランティア活動の環境整備」「ボランティアの受入れ」に関する項目が設けられた。また、同年12月の閣議了解により、毎年1月17日を防災とボランティアの日、1月15日から21日を「防災とボランティア週間」とする事が決められた。さらに同年12月の災害対策基本法の改正により、「ボランティア」と言う言葉が我が国の法律に初めて明記された。（防災白書）
その後、
- 「ナホトカ号」重油災害：1997年（平成9年）1月：のべ27万4,600人
- 有珠山噴火災害：2000年（平成12年）6月：のべ9,200人
- 東海豪雨：同年9月：のべ19,500人

など各地の災害において、不可欠の存在となっている。
2004年からは、内閣府防災担当が「防災ボランティア活動検討会」を開催し、有識者や、災害ボランティアによる検討や議論を行っている。
2004年には、大型台風が相次いで上陸し、全国で58の災害ボランティアセンターが設置された。

## 災害ボランティアをめぐる課題点
阪神・淡路大震災の時は、ボランティアについての知識や経験が国民の中にまだ定着していなかったために、避難所において多くの被災者から感謝された一方、一部の人間による社会マナーの欠如から様々なトラブルを生む事例もあった。
阪神・淡路大震災およびそれ以後の重油災害等の災害現場でも、一部の災害ボランティア活動を専門とするNGO団体による主導権争いや手柄の取り合いがあったり、地元住民で組織化されていったボランティア団体との間に次第にトラブルが生まれるなどの事態も散見された他、新潟県中越地震においても、県外から入県した災害ボランティアやNGOの多くは、地元の社会福祉協議会や青年会議所、地元NPOと良好な関係を保ったが、一部のNGO（「民設民営」のボランティアセンターを設置した団体の一部）は、やはり深刻な対立を生むなどの課題を生んだ。この反省から、徐々に災害ボランティア活動は、地元の「CBO」（後述）の主体性なくしては円滑な立ち上げや収束は難しいので、こうした組織と災害ボランティアが、平素から「顔の見える関係」を築くという方向に進化しつつある。
東日本大震災においては自費で参加したボランティア42名がフジテレビの27時間テレビの会場設営に流用されるなどの問題が起きた。

## 近年の災害ボランティア
一部の自治体（福井県・三重県・京都府・岐阜県・愛知県・新潟県・山梨県・静岡県・千葉県）では、行政や、地元の団体、NPO、社会福祉協議会などのいわゆる「CBO」（Community-Based Organization、“地域に根ざした機関”）と平常時から連携して、災害時には協働して災害ボランティアセンターを構築する動きが見られる。
また、2007年（平成19年）5月現在では、京都府・京都市に、それぞれ災害ボランティアセンターが、官民共同運営方式で常設されているほか、福井県では、官民で組織する「県災害ボランティアセンター連絡会」が災害時に災害ボランティアセンターの設置を判断する方式を採用、三重県では災害時に官民協働で、「みえ災害ボランティア支援センター」が設置される仕組みになっている。このほか、佐賀県では、官民共同ではないが、佐賀県社会福祉協議会が常設で災害ボランティアセンターを組織しており、宮城県では、県の社会福祉協議会が災害時に災害ボランティアセンターを設置する。千葉県では、千葉県が設置する千葉県災害ボランティアセンターを「千葉県災害ボランティアセンター連絡会」（千葉県社会福祉協議会と日本赤十字社千葉県支部の共同事務局）で運営する。
他にも、最近では市町村域で、災害ボランティアセンター、あるいは団体が連携した災害ボランティアネットワーク作りが行われている。例えば京都府宇治市などで、2008年3月に地域版の災害ボランティアセンターが常設された。

## 主要な災害ボランティア団体
- 東京消防庁 災害時支援ボランティア （東京都）
- 川崎市消防局 災害ボランティア （神奈川県）
- 日本赤十字社赤十字奉仕団・赤十字防災ボランティア
婦人会を原型とする「地域」、大学生・社会人で構成される「青年」、救急法指導員・看護師・アマチュア無線愛好家・スキーヤー・自家用操縦士などの特殊技能保持者で構成される「特殊」などがある。特殊奉仕団のうち「飛行奉仕団」のみが本社直轄で、それ以外は全て都道府県レベルで存在する（東京都青年赤十字奉仕団のように、東京都内にある奉仕団であっても本社直轄ではなく東京都支部の管轄となる）。また奉仕団には所属せず個人レベルで登録・協力する「防災ボランティア」がある。
- 海守（海上保安庁公認の民間防衛ボランティア団体）
- 一般社団法人　日本災害救援活動士協会
- 一般社団法人　災害復旧支援ダッシュ隊（大阪府）
- ボランティア団体Team-K（千葉県）
- NPO法人レスキューストックヤード（愛知県）
- NPO法人NPO愛知ネット（愛知県）
- 被災地NGO恊働センター（兵庫県）
- NPO法人ふくい災害ボランティアネット（福井県）
- 震災がつなぐ全国ネットワーク（“震つな”、愛知県）
- Pikari支援プロジェクト・牡鹿ボランティア（"東京都港区""宮城県石巻市""兵庫県神戸市"）
- ハローボランティア・ネットワークみえ（三重県）
- NPO法人島原ボランティア協議会（長崎県）
- NPO法人京都災害ボランティアネット（京都府）
- NPO法人岐阜県災害ボランティアコーディネーター協議会（“Vネットぎふ”、岐阜県）
- にいがた災害ボランティアネットワーク（新潟県）
- NPO法人ハートネットふくしま（福島県）
- 一般社団法人ピースボート災害ボランティアセンター（東京都）
- 東京災害ボランティアネットワーク（“東災ボ”、東京都）
- 日本災害救援ボランティアネットワーク（“NVNAD”、兵庫県）
- NPO法人災害ボランティア加西らかん（兵庫県）
- NPO法人みえ防災市民会議（三重県）
- NPO法人とちぎボランティアネット（栃木県）
- NPO法人防災ネットワークうべ（山口県）
- レスキューサポート・バイク（“RB”、全国各地、全国協議会的組織として「ジャパン・レスキューサポート・バイク・ネットワーク」）
- NPO法人 災害・防災ボランティア未来会（山梨県）
- NPO法人国際ボランティア学生協会（東京都）
- NPO法人ディー・コレクティブ（山形県）
- NPO法人全国災害救助犬協会（富山県）
- NPO法人日本救難バイク協会（東京都）
- 天理教災害救援ひのきしん隊（“災救隊”、奈良県）
- 日本防災士会（全国各地に支部が結成され、個別にNPO法人を取得している支部等もある）
- 輝く女性隊（宮城県）
- 新居町災害ボランティア（静岡県）
- 一般社団法人REviveJapanリバイブジャパン（山梨県）※前身NPO法人　甲斐のめぐみ
- 公益社団法人ＳＬ災害ボランティアネットワーク（東京都）
- 災害救援ボランティア推進委員会（東京都）
- NGO日本警察消防スポーツ連盟／災害復旧支援隊（神奈川県）
- NPO法人九州キリスト教災害支援センター（福岡県）

## 関連書籍
- 『学生のパワーを被災地へ！ 「早稲田型ボランティア」の舞台裏』（早稲田大学ブックレット＜「震災後」に考える＞）（岩井 雪乃 編著）早稲田大学出版部, 2012.2
- 『0泊3日の支援からの出発 早稲田大学ボランティアセンター・学生による復興支援活動』（早稲田大学ブックレット＜「震災後」に考える＞）（加藤 基樹 編著）早稲田大学出版部, 2011.12